# Zayele
Zayele var en kurdisk utsändning från SR International som startade år 2001 på de kurdiska dialekterna, kurmancî och soranî. Nu är den en webbaserad nyhetssida och hör till Ekot Radio Sweden.